# Lorenzo Ratti
Lorenzo Ratti (Perugia, 1589 circa – Loreto, 10 agosto 1630) è stato un compositore e organista italiano.

## Biografia
Le notizie su Lorenzo Ratti riguardano principalmente la sua attività lavorativa: studiò con lo zio, il compositore Vincenzo Ugolini e dal 1599 al 1601 fu putto cantore presso la Cappella Giulia di Roma. Dal 1º maggio 1614 al giugno 1616 lavorò come organista della cattedrale di Perugia; dal 1616 sino almeno al 1617 fu maestro di cappella del Seminario Romano. Fra il 17 giugno 1619 e luglio 1620 svolse il medesimo incarico presso il Collegio Germanico e dal 1º agosto 1620 al febbraio 1623 anche a S. Luigi dei Francesi. Tornò al Collegio Germanico di nuovo come maestro, probabilmente dalla fine di marzo 1623 sino a circa il 1º dicembre 1629. Fu maestro della musica per l'Oratorio del SS. Crocifisso durante i cinque venerdì di quaresima del 1629. Il 15 dicembre dello stesso anno successe ad Antonio Cifra come maestro di cappella della Santa Casa di Loreto, ma, a causa di una malattia, fu costretto a lasciare l'incarico il 30 luglio 1630. Fu ordinato sacerdote poco più di un mese prima della morte.
Le Sacrae modulationes sono ritenute la sua opera più importante: si tratta di composizioni policorali sui testi dell'offertorio e del graduale, insieme a mottetti per l'Elevazione di tutte le domeniche liturguche dell'anno; sei degli offertori sono sostituiti da brevi dialoghi in latino su testo evangelico, con funzione di servizio liturgico.

## Opere

### Composizioni sacre
- Litanie e motetti, Venezia, 1616
- Motecta… libro I Roma, 1617
- Motecta,… libro II Roma, 1617
- Motetti della cantica, Roma, 1619
- Motetti, Venezia, 1620
- Litanie della Beata Virgine, Venezia, 1626
- Sacrae modulationes … pars I, Venezia, 1628
- Sacrae modulationes … pars II, Venezia, 1628
- Sacrae modulationes … pars III, Venezia, 1628
- Litanie Beatissimae Virginis Mariae, Venezia, 1630
- Cantica Salomonis, pars I Venezia, 1632
- Missa sine nomine; Missa Do re mi; Missa Vestiva i colli; Missa octavi toni; Missa Zacharia
- Ecce panis angelicus
- Qui vult venire

### Composizioni profane
- Il primo libro de' madrigali, Venezia, 1615
- Il secondo libro de' madrigali, Venezia, 1616
- Il Ciclope overo Della vendetta d'Apolline (dramma harmonico), Roma, Collegio Germanico Ungarico, 1628, perduta